# Huis Lancaster

De rode roos, embleem van het Huis Lancaster

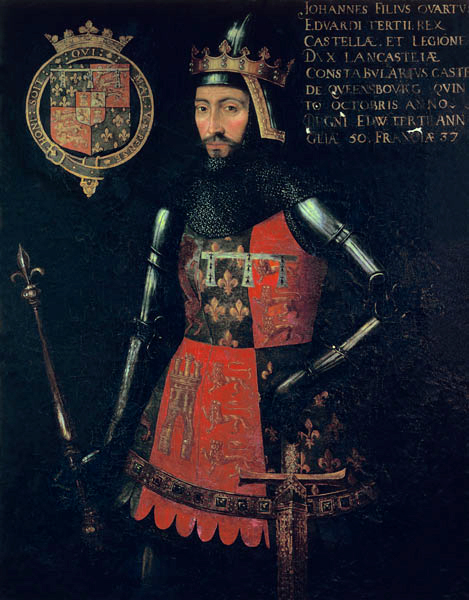
Jan van Gent, stamvader van het huis Lancaster

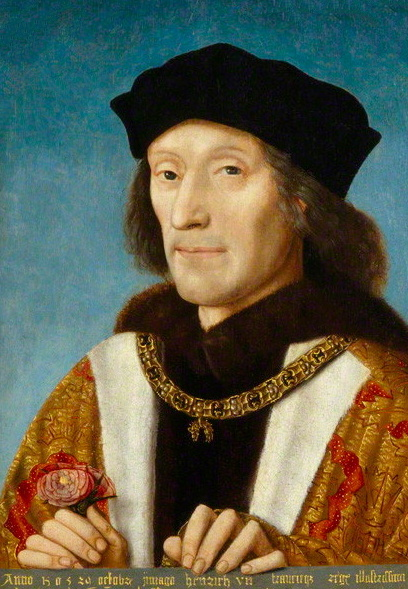
Hendrik VII met in zijn hand de rode roos, het embleem van het huis Lancaster

Het Huis Lancaster was een Engels adellijk huis, waarvan leden van 1399 tot 1471 als koning over Engeland regeerden. De Lancaster-koning Hendrik VI werd ook gekroond tot koning van Frankrijk. Het Huis Lancaster was de tegenstander van het Huis York in de Rozenoorlogen. Zowel het Huis Lancaster als het Huis York waren zijtakken van het Huis Plantagenet, dat Engeland sinds 1154 had geregeerd.

## Geschiedenis
Stamvader van het huis was Jan van Gent, de vierde zoon van koning Eduard III van Engeland. Door zijn eerste huwelijk met zijn nicht Blanche van Lancaster (1359) kreeg hij in 1362 de titel hertog van Lancaster.
In 1399 confisqueerde Richard II de bezittingen van Jan van Gent. Daarop kwam diens zoon Hendrik van Bolingbroke in opstand. Met hulp van een aantal baronnen lukte het hem om Richard II af te zetten en zelf als Hendrik IV tot koning gekroond te worden. Zo kwam de eerste koning uit het huis Lancaster op de troon van Engeland.
Na Hendriks dood in 1413 werd hij opgevolgd door zijn zoon, Hendrik V, die een zeer bekwame vorst bleek. In de Honderdjarige Oorlog met Frankrijk veroverde hij Normandië en haalde in 1415 een beslissende overwinning in de Slag bij Azincourt. Hierna dwong hij de Franse koning Karel VI om hem als zijn troonopvolger te erkennen.
In 1422 overleed Hendrik en werd hij opgevolgd door zijn zoon Hendrik VI, die destijds nog maar negen maanden oud was. Hiermee werd hij ook koning van Frankrijk, want ook Karel VI was in 1422 gestorven. Hendrik VI is de enige in de geschiedenis die koning van zowel Engeland als Frankrijk was.
Door de zwakte van het door regenten bestuurde Engeland en de overwinningen van Jeanne d'Arc in Frankrijk lukte het Hendrik VI niet om de Franse troon te behouden. In 1429 werd Karel VII tot koning van Frankrijk gekroond. Hierna werden de Engelsen langzaam maar zeker uit Frankrijk verdreven, tot Engeland in 1453 alleen nog Calais over had.
De zwakke koning Hendrik VI werd in 1461 afgezet door Eduard IV van het Huis York. Hendrik wist in 1470 weer de macht te grijpen, maar werd het jaar daarop weer verdreven.
Hiermee eindigde de koningsperiode van het huis Lancaster, hoewel de eerste Tudor-koning, Hendrik VII, aan moederskant van Lancaster-stamvader Jan van Gent afstamde.